# Grand Prix automobile de Miami 2022
GP précédent GP suivant
Le Grand Prix automobile de Miami 2022 (Formula 1 crypto.com Miami Grand Prix 2022) disputé le 8 mai 2022 sur l'Autodrome international de Miami est la 1062e épreuve du championnat du monde de Formule 1 courue depuis 1950. Il s'agit de la première édition du Grand Prix de Miami comptant pour le championnat du monde, de la cinquième manche du championnat 2022, et de la soixante-dix-huitième piste utilisée dans l'histoire de la F1. Ce Grand Prix s'ajoute à celui des États-Unis disputé à Austin. 
L'Autodrome international de Miami est un circuit temporaire de 5,41 km construit sur le parking du Hard Rock Stadium à Miami Gardens. La Formule 1 revient en Floride pour la première fois depuis 1959 où la course se déroulait à Sebring. Les dates des 6, 7 et 8 mai pour la tenue de cette première édition sont annoncées le 25 septembre 2021 ; fin octobre, les tickets sont mis en vente et intégralement vendus en l'espace de 40 minutes, confirmant le nouvel engouement des États-Unis pour la Formule 1.
Charles Leclerc réalise sa troisième pole position de la saison, la douzième de sa carrière, lors de l'explication finale sous le drapeau à damier de la Q3, après avoir dominé les deux premières phases des qualifications. Deuxième, à 190 millièmes de seconde, Carlos Sainz Jr. permet à Ferrari de verrouiller la première ligne. Max Verstappen, en tête à l'issue de sa première tentative, doit se contenter de la troisième place après une erreur dans le virage no 4 ; la deuxième ligne est aux couleurs de Red Bull, Sergio Pérez réalisant le quatrième temps. Les anciens coéquipiers, Valtteri Bottas devant Lewis Hamilton, se partagent la troisième ligne. Pierre Gasly et Lando Norris occupent la quatrième ligne et précèdent Yuki Tsunoda et Lance Stroll.
Max Verstappen remporte sa troisième victoire de la saison, sa deuxième consécutive et la vingt-troisième de sa carrière, en exploitant la vitesse supérieure de sa RB18 en ligne droite, ce qui lui permet de dépasser de façon imparable Charles Leclerc dès le neuvième tour puis de mener le reste de la course en marquant le point du meilleur tour en prime, félicité par son stand pour sa gestion de la température de ses pneus avant. Son bon départ, où il prend le meilleur sur Carlos Sainz Jr. à l'extérieur du premier virage, lui permet de se caler derrière Leclerc et de ne pas lui laisser plus d'une seconde d'avance. Il utilise son aileron arrière mobile pour lui subtiliser la tête de la course à la première occasion alors que le Monégasque est aux prises avec ses pneus medium déjà dégradés. 
La voiture de sécurité sort pour six tours après le quarante-et-unième passage, après l'accrochage entre Pierre Gasly et Lando Norris qui abandonne. À la relance, plus à l'aise avec un nouveau train de pneus durs, Leclerc se montre menaçant, notamment au 50e tour avec l'aide du DRS, mais ne parvient pas à porter d'attaque franche sur Verstappen. Sainz doit repousser plusieurs assauts de Sergio Pérez dans les dix derniers tours pour accompagner les deux leaders du championnat sur le podium. Parti douzième, George Russell profite pleinement de la voiture de sécurité : il attendait, en effet, une neutralisation de la course en roulant le plus longtemps possible avec son train de pneus durs du départ. Son vœu exaucé, il bénéfice d'un arrêt gratuit. Au quarante-neuvième tour, les Mercedes  dépassent Valtteri Bottas qui, sorti trop largement du dernier virage, a tapé latéralement les protections ; son Alfa Romeo C42 n'étant pas endommagée, il la conduit à la septième place finale tandis que Russell dépasse Lewis Hamilton en deux temps au cinquantième tour et termine cinquième, devant son coéquipier. Parti dernier, Esteban Ocon remonte jusqu'au huitième rang, Alexander Albon apporte deux points à Williams en effectuant une remontée depuis la dix-huitième place et en profitant des pénalités infligées à Fernando Alonso (neuvième à l'arrivée et qui recule de deux places). Lance Stroll, douzième sous le drapeau à damier après s'être élancé de la voie des stands, prend le dernier point en jeu en tirant parti de la pénalisation de Daniel Ricciardo, qui avait achevé la course devant lui.
Leclerc (104 points) conserve la tête du championnat devant Verstappen (85 points) qui réduit l'écart à 19 unités. Pérez reste troisième (66 points), devant Russell (59 points) qui, jamais plus loin que cinquième depuis le début de saison, marque à chaque course ; suivent Sainz (53 points), Hamilton (36 points) qui dépasse Norris (35 points), talonné par Bottas (30 points). Ocon (24 points) occupe le neuvième rang et Magnussen est dixième avec 15 points. Ferrari (157 points) qui mène toujours le championnat des constructeurs, ne compte plus que 6 points d'avance sur Red Bull (151 points) alors que Mercedes (95 points) reste troisième devant McLaren (46 points) qui n'a pas marqué. Alfa Romeo (31 points) est cinquième, suivie par Alpine (26 points), AlphaTauri (16 points), Haas (15 points), Aston Martin (5 points) et Williams (3 points).

## Pneus disponibles
| Pneus pour piste sèche | Pneus pour piste sèche | Pneus pour piste sèche | Pneus pluie    | Pneus pluie |
| ---------------------- | ---------------------- | ---------------------- | -------------- | ----------- |
| Durs (Type C2)         | Medium (Type C3)       | Tendres (Type C4)      | Intermédiaires | Pluie       |

## Essais libres

### Première séance, le vendredi de 13 h à 14 h
| Pos. | Pilote           | Voiture             | Chrono         | Écart     |
| ---- | ---------------- | ------------------- | -------------- | --------- |
| 1    | Charles Leclerc  | Ferrari             | 1 min 31 s 098 |           |
| 2    | George Russell   | Mercedes            | 1 min 31 s 169 | + 0 s 071 |
| 3    | Max Verstappen   | Red Bull            | 1 min 31 s 277 | + 0 s 179 |
| 4    | Sergio Pérez     | Red Bull            | 1 min 31 s 301 | + 0 s 203 |
| 5    | Pierre Gasly     | AlphaTauri-Red Bull | 1 min 31 s 498 | + 0 s 400 |
| 6    | Carlos Sainz Jr. | Ferrari             | 1 min 31 s 528 | + 0 s 430 |

- À seize minutes de la fin, Valtteri Bottas perd l'arrière de sa C42 dans le long virage no 7 et tape le mur latéralement, abîmant sévèrement sa monoplace et provoquant la sortie du drapeau rouge[6].

### Deuxième séance, le vendredi de 16 h à 17 h
| Pos. | Pilote          | Voiture          | Chrono         | Écart     |
| ---- | --------------- | ---------------- | -------------- | --------- |
| 1    | George Russell  | Mercedes         | 1 min 29 s 938 |           |
| 2    | Charles Leclerc | Ferrari          | 1 min 30 s 044 | + 0 s 106 |
| 3    | Sergio Pérez    | Red Bull         | 1 min 30 s 150 | + 0 s 212 |
| 4    | Lewis Hamilton  | Mercedes         | 1 min 30 s 179 | + 0 s 241 |
| 5    | Fernando Alonso | Alpine-Renault   | 1 min 30 s 372 | + 0 s 434 |
| 6    | Lando Norris    | McLaren-Mercedes | 1 min 30 s 535 | + 0 s 597 |

- La séance est interrompue au drapeau rouge, après l'accident, au virage no 14, de Carlos Sainz Jr. qui détruit l'avant de sa F1-75.  Max Verstappen, aux prises avec de gros problèmes techniques, n'enregistre pas le moindre temps et Valtteri Bottas ne sort pas de son garage, sa voiture devant être réparée après son crash lors des essais libres 1[8].

### Troisième séance, le samedi de 13 h à 14 h
| Pos. | Pilote           | Voiture               | Chrono         | Écart     |
| ---- | ---------------- | --------------------- | -------------- | --------- |
| 1    | Sergio Pérez     | Red Bull              | 1 min 30 s 304 |           |
| 2    | Charles Leclerc  | Ferrari               | 1 min 30 s 498 | + 0 s 194 |
| 3    | Max Verstappen   | Red Bull              | 1 min 30 s 649 | + 0 s 345 |
| 4    | Fernando Alonso  | Alpine-Renault        | 1 min 31 s 036 | + 0 s 732 |
| 5    | Sebastian Vettel | Aston Martin-Mercedes | 1 min 31 s 049 | + 0 s 745 |
| 6    | Mick Schumacher  | Haas-Ferrari          | 1 min 31 s 050 | + 0 s 746 |

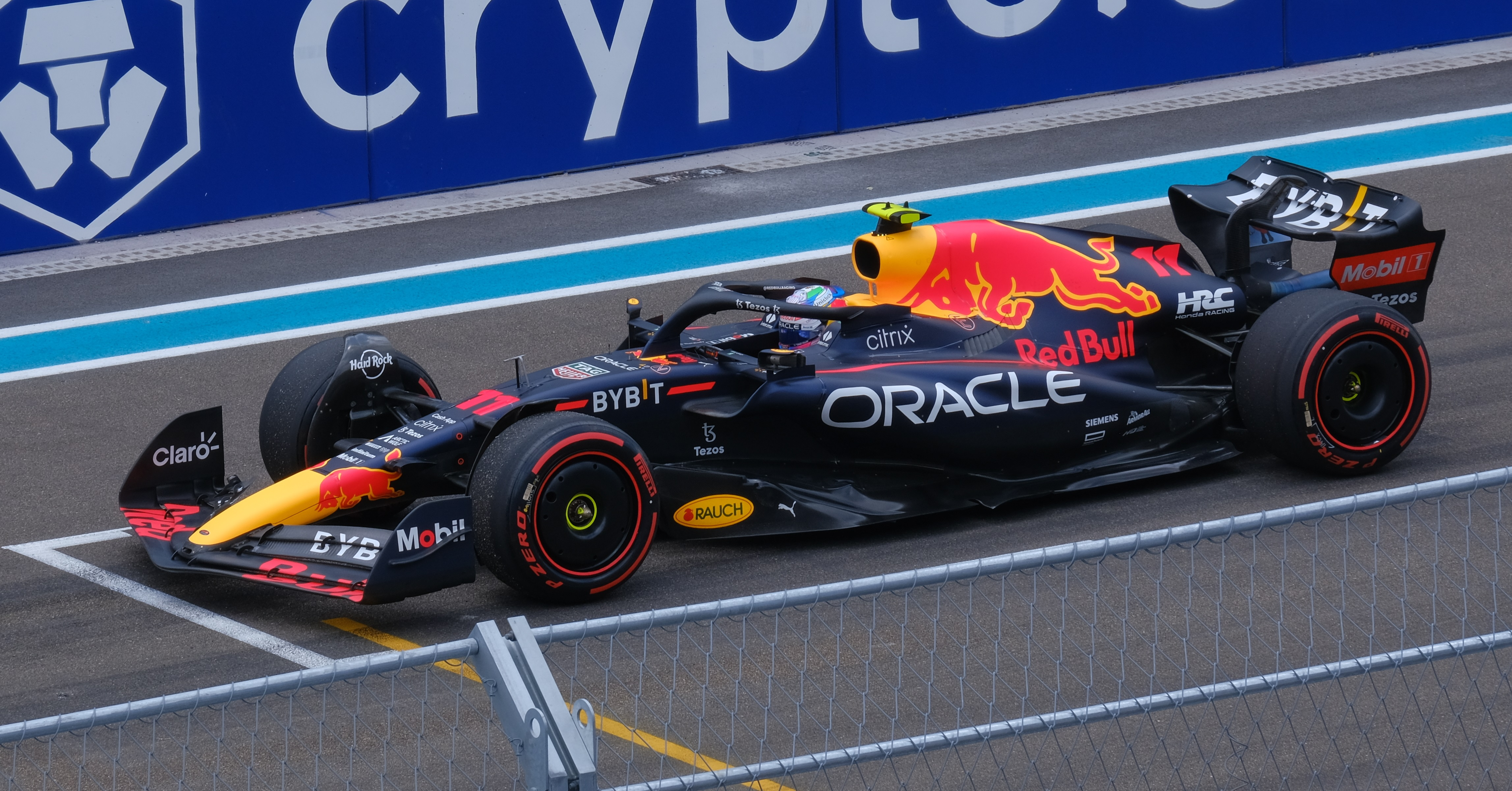
Sergio Pérez en préparation pour un essai de départ à Miami en fin de FP3.

- Esteban Ocon perd le contrôle de son Alpine dans le virage no 13 et percute le mur ; un passage par le centre médical du circuit permet de vérifier qu'il ne souffre d'aucune blessure. Son Alpine A522 ayant subi des dégâts au niveau du châssis, l'écurie annonce que le Français ne pourrait pas disposer de sa monoplace pour prendre part aux qualifications[10],[11].

## Séance de qualifications

### Résultats des qualifications
| Pos.                                                                                      | Pilote           | Écurie                | Qualifications 1 | Qualifications 2 | Qualifications 3 |
| ----------------------------------------------------------------------------------------- | ---------------- | --------------------- | ---------------- | ---------------- | ---------------- |
| 1                                                                                         | Charles Leclerc  | Ferrari               | 1 min 29 s 474   | 1 min 29 s 130   | 1 min 28 s 796   |
| 2                                                                                         | Carlos Sainz Jr. | Ferrari               | 1 min 30 s 079   | 1 min 29 s 729   | 1 min 28 s 986   |
| 3                                                                                         | Max Verstappen   | Red Bull              | 1 min 29 s 836   | 1 min 29 s 202   | 1 min 28 s 991   |
| 4                                                                                         | Sergio Pérez     | Red Bull              | 1 min 30 s 055   | 1 min 29 s 673   | 1 min 29 s 036   |
| 5                                                                                         | Valtteri Bottas  | Alfa Romeo-Ferrari    | 1 min 30 s 845   | 1 min 29 s 751   | 1 min 29 s 475   |
| 6                                                                                         | Lewis Hamilton   | Mercedes              | 1 min 30 s 388   | 1 min 29 s 797   | 1 min 29 s 625   |
| 7                                                                                         | Pierre Gasly     | AlphaTauri-Red Bull   | 1 min 30 s 779   | 1 min 30 s 128   | 1 min 29 s 690   |
| 8                                                                                         | Lando Norris     | McLaren-Mercedes      | 1 min 30 s 761   | 1 min 29 s 634   | 1 min 29 s 750   |
| 9                                                                                         | Yuki Tsunoda     | AlphaTauri-Red Bull   | 1 min 30 s 485   | 1 min 30 s 031   | 1 min 29 s 932   |
| 10                                                                                        | Lance Stroll     | Aston Martin-Mercedes | 1 min 30 s 441   | 1 min 29 s 996   | 1 min 30 s 676   |
| 11                                                                                        | Fernando Alonso  | Alpine-Renault        | 1 min 30 s 407   | 1 min 30 s 160   |                  |
| 12                                                                                        | George Russell   | Mercedes              | 1 min 30 s 490   | 1 min 30 s 173   |                  |
| 13                                                                                        | Sebastian Vettel | Aston Martin-Mercedes | 1 min 30 s 677   | 1 min 30 s 214   |                  |
| 14                                                                                        | Daniel Ricciardo | McLaren-Mercedes      | 1 min 30 s 583   | 1 min 30 s 310   |                  |
| 15                                                                                        | Mick Schumacher  | Haas-Ferrari          | 1 min 30 s 645   | 1 min 30 s 423   |                  |
| 16                                                                                        | Kevin Magnussen  | Haas-Ferrari          | 1 min 30 s 975   |                  |                  |
| 17                                                                                        | Zhou Guanyu      | Alfa Romeo-Ferrari    | 1 min 31 s 020   |                  |                  |
| 18                                                                                        | Alexander Albon  | Williams-Mercedes     | 1 min 31 s 266   |                  |                  |
| 19                                                                                        | Nicholas Latifi  | Williams-Mercedes     | 1 min 31 s 325   |                  |                  |
| Temps minimal à réaliser pour la qualification : 1 min 35 s 737 (107 % de 1 min 29 s 474) |                  |                       |                  |                  |                  |
| Nq.                                                                                       | Esteban Ocon     | Alpine-Renault        | forfait          |                  |                  |

### Grille de départ
- Accidenté lors de la troisième séance des essais libres, Esteban Ocon ne participe pas aux qualifications car sa monoplace est encore en cours de réparation ; repêché par les commissaires de course, il est autorisé à prendre le départ depuis la dernière position sur la grille de départ[13].
- Les pilotes Aston Martin, Lance Stroll et Sebastian Vettel, qualifiés dixième et treizième, partent depuis la voie des stands à la suite d'un problème de température d'essence[14].

## Course

### Classement de la course
| Pos. | no | Pilote           | Écurie                | Tours | Temps/Abandon                      | Grille  | Points |
| ---- | -- | ---------------- | --------------------- | ----- | ---------------------------------- | ------- | ------ |
| 1    | 1  | Max Verstappen   | Red Bull              | 57    | 1 h 34 min 24 s 258 (195,961 km/h) | 3       | 25 + 1 |
| 2    | 16 | Charles Leclerc  | Ferrari               | 57    | + 3 s 786                          | 1       | 18     |
| 3    | 55 | Carlos Sainz Jr. | Ferrari               | 57    | + 8 s 229                          | 2       | 15     |
| 4    | 11 | Sergio Pérez     | Red Bull              | 57    | + 10 s 638                         | 4       | 12     |
| 5    | 63 | George Russell   | Mercedes              | 57    | + 18 s 582                         | 12      | 10     |
| 6    | 44 | Lewis Hamilton   | Mercedes              | 57    | + 21 s 368                         | 6       | 8      |
| 7    | 77 | Valtteri Bottas  | Alfa Romeo-Ferrari    | 57    | + 25 s 073                         | 5       | 6      |
| 8    | 31 | Esteban Ocon     | Alpine-Renault        | 57    | + 28 s 386                         | 20      | 4      |
| 9    | 23 | Alexander Albon  | Williams-Mercedes     | 57    | + 32 s 365                         | 18      | 2      |
| 10   | 18 | Lance Stroll     | Aston Martin-Mercedes | 57    | + 37 s 026                         | pitlane | 1      |
| 11   | 14 | Fernando Alonso  | Alpine-Renault        | 57    | + 37 s 128 (dont 10 s de pénalité) | 11      |        |
| 12   | 22 | Yuki Tsunoda     | AlphaTauri-Red Bull   | 57    | + 40 s 146                         | 9       |        |
| 13   | 3  | Daniel Ricciardo | McLaren-Mercedes      | 57    | + 40 s 902 (dont 5 s de pénalité)  | 14      |        |
| 14   | 6  | Nicholas Latifi  | Williams-Mercedes     | 57    | + 49 s 936                         | 19      |        |
| 15   | 47 | Mick Schumacher  | Haas-Ferrari          | 57    | + 1 min 13 s 305                   | 15      |        |
| 16   | 20 | Kevin Magnussen  | Haas-Ferrari          | 56    | Aileron                            | 16      |        |
| 17   | 5  | Sebastian Vettel | Aston Martin-Mercedes | 54    | Accrochage                         | pitlane |        |
| Abd. | 10 | Pierre Gasly     | AlphaTauri-Red Bull   | 45    | Suspension                         | 7       |        |
| Abd. | 4  | Lando Norris     | McLaren-Mercedes      | 39    | Accrochage                         | 8       |        |
| Abd. | 24 | Zhou Guanyu      | Alfa Romeo-Ferrari    | 6     | Fuite d'eau                        | 17      |        |

- Fernando Alonso, jugé responsable de l'accrochage avec Pierre Gasly au 39e tour, est pénalisé de 5 secondes puis de 5 secondes supplémentaires pour avoir tiré un avantage en coupant un virage[16] ;
- Daniel Ricciardo est pénalisé de 5 secondes pour avoir tiré un avantage en coupant un virage[16].

### Pole position et record du tour
- Pole position :  Charles Leclerc (Ferrari) en 1 min 28 s 796 (219,415 km/h)[17].
- Meilleur tour en course :  Max Verstappen (Red Bull) en 1 min 31 s 361 (213,255 km/h) au cinquante-quatrième tour ;  vainqueur de la course, il remporte le point bonus associé au meilleur tour en course[18].

### Tours en tête
- Max Verstappen (Red Bull) : 48 tours (9-26 / 28-57)[19]
- Charles Leclerc (Ferrari) : 8 tours (1-8)
- Carlos Sainz Jr.  (Ferrari) : 1 tour (27)

## Classements généraux à l'issue de la course
| Pos. | Pilote           | Écurie                | Points |
| ---- | ---------------- | --------------------- | ------ |
| 1    | Charles Leclerc  | Ferrari               | 104    |
| 2    | Max Verstappen   | Red Bull              | 85     |
| 3    | Sergio Pérez     | Red Bull              | 66     |
| 4    | George Russell   | Mercedes              | 59     |
| 5    | Carlos Sainz Jr. | Ferrari               | 53     |
| 6    | Lewis Hamilton   | Mercedes              | 36     |
| 7    | Lando Norris     | McLaren-Mercedes      | 35     |
| 8    | Valtteri Bottas  | Alfa Romeo-Ferrari    | 30     |
| 9    | Esteban Ocon     | Alpine-Renault        | 24     |
| 10   | Kevin Magnussen  | Haas-Ferrari          | 15     |
| 11   | Daniel Ricciardo | McLaren-Mercedes      | 11     |
| 12   | Yuki Tsunoda     | AlphaTauri-Red Bull   | 10     |
| 13   | Pierre Gasly     | AlphaTauri-Red Bull   | 6      |
| 14   | Sebastian Vettel | Aston Martin-Mercedes | 4      |
| 15   | Alexander Albon  | Williams-Mercedes     | 3      |
| 16   | Fernando Alonso  | Alpine-Renault        | 2      |
| 17   | Lance Stroll     | Aston Martin-Mercedes | 2      |
| 18   | Zhou Guanyu      | Alfa Romeo-Ferrari    | 1      |

| Pos. | Écurie                | Points |
| ---- | --------------------- | ------ |
| 1    | Ferrari               | 157    |
| 2    | Red Bull              | 151    |
| 3    | Mercedes              | 95     |
| 4    | McLaren-Mercedes      | 46     |
| 5    | Alfa Romeo-Ferrari    | 31     |
| 6    | Alpine-Renault        | 26     |
| 7    | AlphaTauri-Red Bull   | 16     |
| 8    | Haas-Ferrari          | 15     |
| 9    | Aston Martin-Mercedes | 6      |
| 10   | Williams-Mercedes     | 3      |

## Statistiques
Le Grand Prix de Miami 2022 représente :
- la 12e pole position de Charles Leclerc (toutes obtenues avec Ferrari), sa troisième de la saison[22] ;
- la 23e victoire de Max Verstappen, sa troisième de la saison[23] ;
- la 78e victoire de Red Bull en tant que constructeur[24] ;
- la 3e victoire de Red Bull en tant que motoriste[25].

Au cours de ce Grand Prix :
- En disputant la course sur un trente-septième circuit différent, Lewis Hamilton et Sebastian Vettel égalent le record de Riccardo Patrese[26] ;
- Lewis Hamilton passe la barre des 4 200 points inscrits en Formule 1 (4 201,5 points)[27] ;
- Alexander Albon atteint la barre des 200 points inscrits en Formule 1[28] ;
- Max Verstappen est élu « Pilote du jour » à l'issue d'un vote organisé sur le site officiel de la Formule 1[29] ;
- Danny Sullivan (15 Grands Prix chez Tyrrell Racing en 1983, 2 points, vainqueur des 500 miles d'Indianapolis 1985 et champion CART en 1988) a été nommé par la FIA conseiller pour aider dans leurs jugements le groupe des commissaires de course[30].